# دریاچه بارتوغای
دریاچه بارتوغای (به قزاقی: Bartogay Lake) یک مخزن سد در قزاقستان است که در استان آلماتی واقع شده‌است.